# K27/28次列車
K27/28次列車（中国語: K27/28次列车）は、中華人民共和国の首都北京と朝鮮民主主義人民共和国（北朝鮮）の首都平壌を結ぶ、中国鉄路総公司北京鉄路局と朝鮮民主主義人民共和国鉄道省平壌鉄道局が運行する優等列車である。北朝鮮国内では51・52列車（朝鮮語: 51·52 렬차）と称される。

## 概要
K27/28次列車は1954年5月21日に運行を開始し、車輌は中国国鉄25G系客車、中国国鉄25T系客車および朝鮮鉄道30系客車が使用されている。K27/28次列車は中国と北朝鮮の首都同士を結ぶ唯一の国際列車であり、K27/28次列車は丹東やその周辺の都市だけでなく、朝鮮半島と華北地区の経済発展に重要な作用を果たしている。
経路は京滬線・津山線・瀋山線・瀋丹線を通ったのち、中朝友誼橋を越え北朝鮮に入り、平義線を通過する。通過する自治体は、中国国内では北京市・天津市・河北省・遼寧省と4つの省と市で、北朝鮮国内では平安北道・平安南道・平壌直轄市と3つの道と市である。
北京駅から丹東駅までの中国国内区間は毎日運行され、丹東行きK27次列車の所要時間は13時間48分、北京行きK28次列車の所要時間は14時間である。乗務員は北京鉄路局北京客運段京丹列車隊（京丹车队）が担当している。
北京駅から平壌駅までの国際列車は週4本運行され、編成中の2両のみが国際列車として平壌まで運行される。乗務員・車両ともに中国と北朝鮮で週2本ずつ担当し、平壌行きの所要時間は23時間33分、北京行きの所要時間は22時間59分である。なお、北朝鮮国内では列車番号が変更され、K27次列車は52列車、K28次列車は51列車となる。

## 歴史

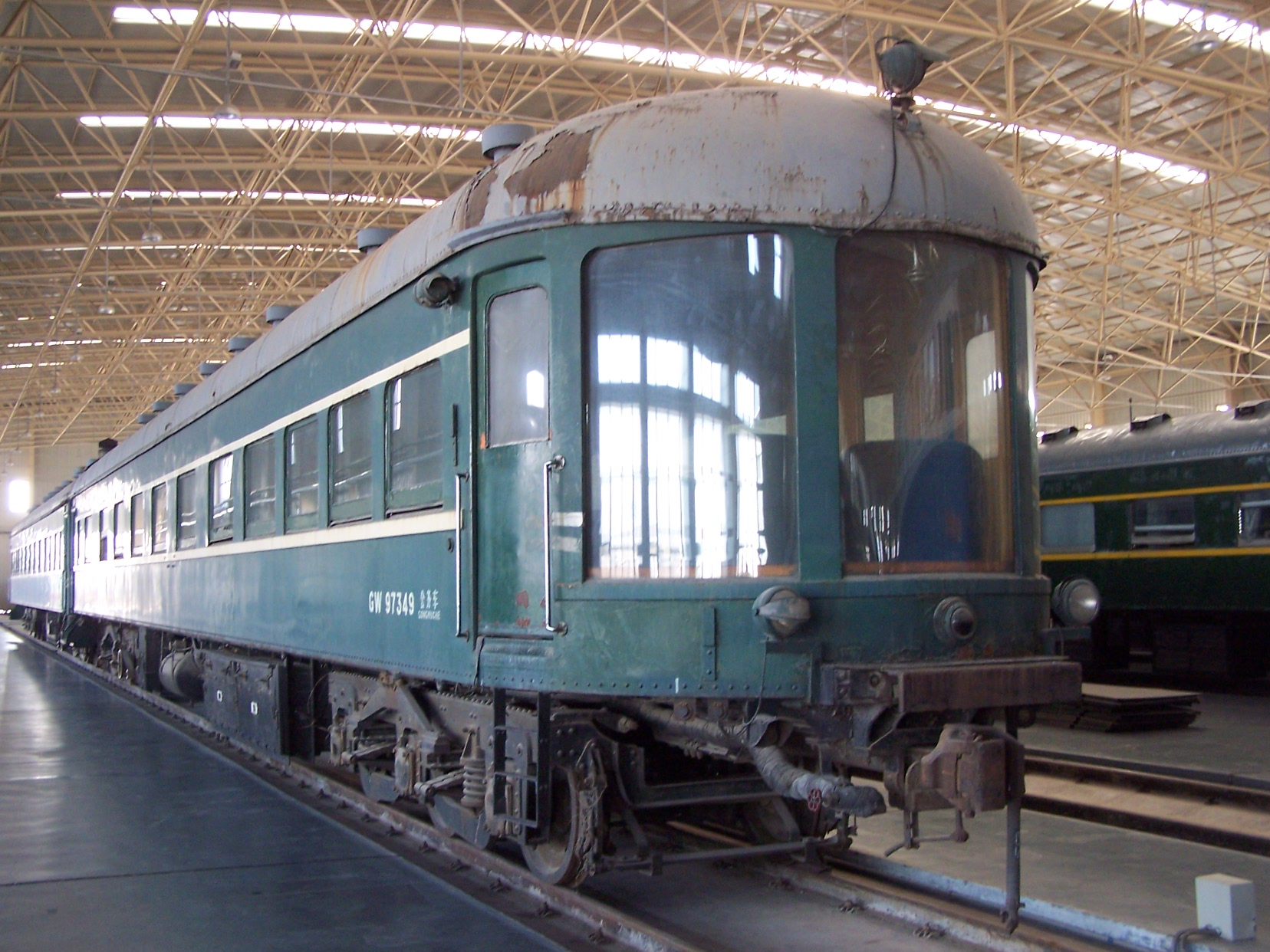
北京の中国鉄道博物館にある「大陸」用寝台展望車

朝鮮と中国を結ぶ鉄道は、1911年11月1日、鴨緑江橋梁が建設されたことによって運行が開始された。1913年（大正2年）10月には日本の各駅から関釜連絡船、京釜線、京義線と南満州鉄道を経由して北京や天津までの国際連絡運輸が開始された。
1938年（昭和13年）10月、釜山駅と北京駅を結ぶ急行列車「大陸」が運行を開始し、翌1939年（昭和14年）11月には「大陸」の姉妹列車である急行「興亜」が運行を開始した。1940年（昭和15年）当時、釜山 - 北京間の所要時間は「大陸」が37時間30分、「興亜」が39時間30分であったが、第二次世界大戦の戦況悪化に伴い、「大陸」は1944年（昭和19年）1月、「興亜」は1945年（昭和20年）8月にそれぞれ廃止された。
その後、ソ連対日参戦や国共内戦、朝鮮戦争の勃発によって、朝中直通旅客列車の運行は途絶えていたが、朝鮮戦争休戦後の1953年12月16日、北京で中朝鉄道連絡運輸会議（中朝铁路联运会议）が開催された。この会議で双方の代表は中朝国境鉄路協定（中朝国境铁路协定）に署名し、協定によって北京 - 平壌直通旅客列車を1954年6月までに、中国の車輛と乗務員によって運行を開始することが決定した。
1954年4月1日、中朝国境鉄道協定が施行され、北朝鮮国鉄は国際連絡運輸の取り扱いを開始した。同年5月21日には、北京 - 安東（丹東の旧称）間の中国国内区間で先行して運行が開始された。列車番号は13/14次で、車輛と乗務員は北京鉄路局が担当して毎日運行された。そして1954年6月3日、13/14次列車の編成のうち、軟臥車（1等寝台車）2輛、硬座車（2等座席車）と荷物車各1輛の計4輛が、平壌直通運転を開始した。13/14次列車の走行距離は1,364kmで、北京 - 平壌間を毎週2往復した。
1955年2月1日、中国とソ連の鉄道代表団がハルビン市で会談し、モスクワ - 平壌間直通旅客列車の運行について話し合った。その結果、瀋陽 - 安東間で該当車輛の試運転が行われ、モスクワ - 平壌間を直通する客車は瀋陽駅で分割・併合し、瀋陽 - 平壌間は13/14次列車と併結して運行されることが決定した。
1957年11月15日、13/14次列車のうち、北朝鮮直通編成が軟臥、硬臥各1輛に変更され、1959年6月11日には列車番号が13/14次から27/28次に変更された。さらに1981年10月11日、27/28次列車の列車種別が特快列車に変更された。
1982年11月23日、中国、北朝鮮、モンゴル、ソ連の4国がモスクワで鉄道国際連絡運輸旅客列車時刻表取決め会議（铁路商定国际联运旅客列车时刻表会议）を開催した。この会議によって1983年以降、27/28次列車の北朝鮮直通編成は中朝の共同運行とすることが取り決められた。そして1983年10月10日、北朝鮮担当の第1列車が平壌を出発し、翌11日に北京に到着した。その後、毎週2往復の国際列車を中朝でそれぞれ1往復ずつ分担することになったが、1985年4月1日に27/28次列車は毎週2往復から4往復に増発され、中朝の担当列車はそれぞれ週2往復ずつとなった。
2000年10月21日、中国鉄道部は第三次大提速（ダイヤ改正）を行い、27/28次列車の列車番号が現行のK27/28次に変更された。2008年に行われた北京オリンピックの後、北京鉄路局は2008年9月12日からK27/28次列車の車輛を、旧来の25G系客車から25T系客車に置き換えた。しかし2014年11月16日、北京鉄路局はK27/28次列車の編成のうち、中国国内止まりの車輛を25G系客車に戻した。
モスクワ - 平壌直通客車は、瀋陽駅で北京行きK20次列車（ボストーク号）から切り離され、平壌行きK27次列車に併結して北朝鮮に入り、平壌到着後は北京行きK28次列車に併結して瀋陽駅まで戻り、K28次列車から切り離されて一晩待機したのち、モスクワ行きK19次列車に併結してモスクワまで運行されていた。モスクワ - 平壌直通客車の利用率は高くなく、その上遅延が常態化していたため、瀋陽駅での分割・併合が困難となることもあった。中国は直通列車の廃止を主張したが、北朝鮮はこれに断乎として反対した。この問題について、2010年12月20日にロシア、中国、北朝鮮の3国の間で合意が成され、モスクワ - 平壌直通客車のボストーク号およびK27/28次列車への併結が取り止められ、モスクワ - 平壌直通客車はロシア国境のハサン駅を経て、ウスリースク駅からロシア号に併結されて運行されることが取り決められた。
2020年、北朝鮮当局は新型コロナウイルス感染症の世界的流行が国内に波及しないよう、国境を事実上閉鎖した。ロシア間のK27/28次列車を含むすべての国際列車も全て運行が停止されている。

## 列車編成

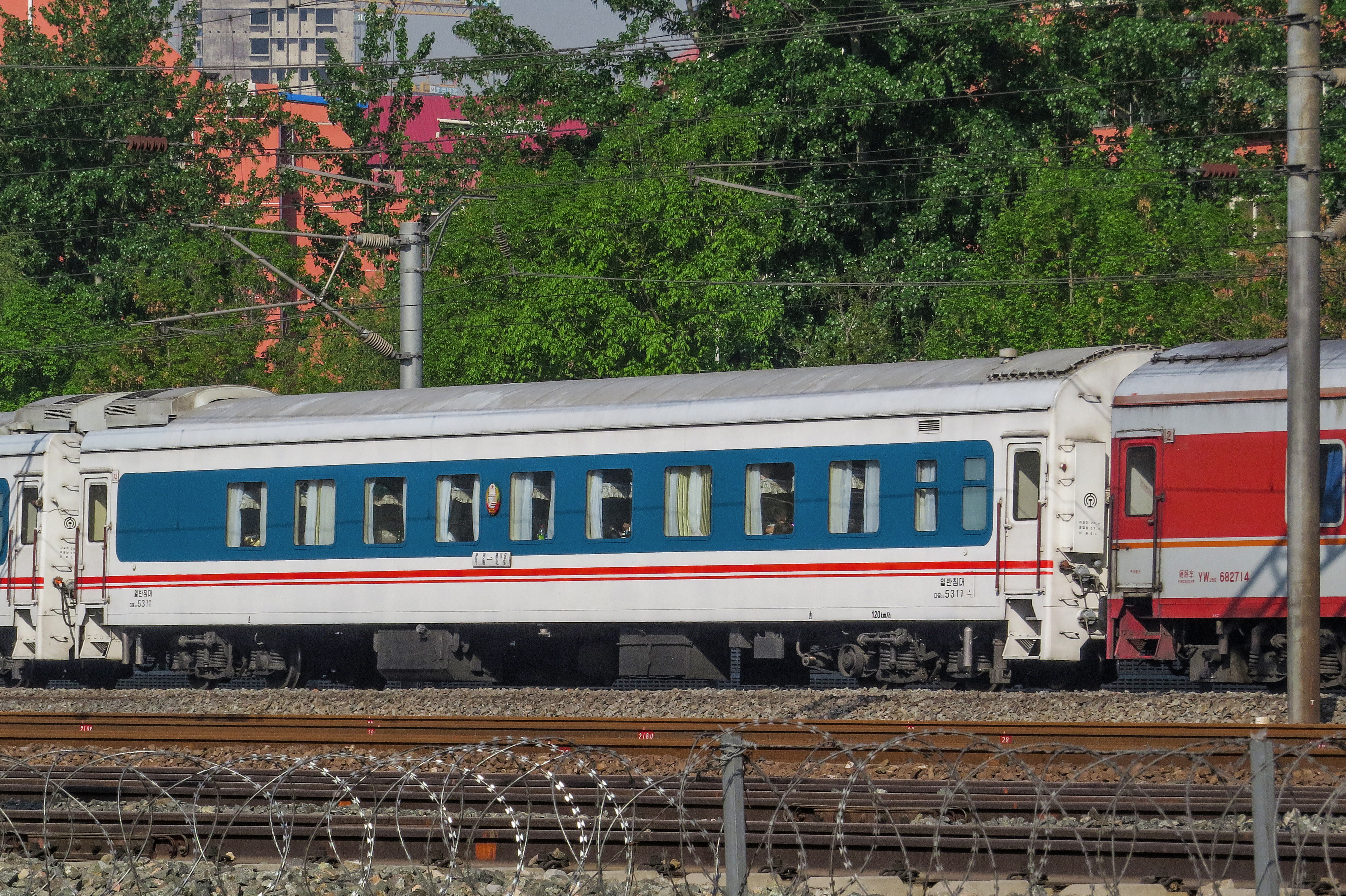
北朝鮮担当の客車。2014年に車体の塗装が変更された

K27/28次列車が現在使用している車輛のうち、中国国内止まりの編成は北京鉄路局北京車輛段所属の25G系客車である。北京～丹東間を16輛編成で運行し、内訳は硬臥車（2等寝台車）9輛、硬座車（2等座席車）4輛、軟臥車（1等寝台車）、食堂車と荷物車が各1輛である。
北京～平壌間を直通するのは軟臥車と硬臥車各1輛のみで、中国国内止まりの編成に併結され、丹東で切り離し作業が行われる。そのうち月曜日、木曜日北京発の列車と水曜日、土曜日平壌発の列車は中国の担当で、使用車輛は中国国鉄の25T系客車である。一方、水曜日、土曜日北京発の列車と、月曜日、木曜日平壌発の列車は北朝鮮の担当である。使用される車輛は南京浦鎮車輛廠で製造され、25G系客車と規格が同一の朝鮮鉄道30系客車である。
K27/28次列車の乗務員は、中国側は北京鉄路局北京客運段国際連絡運輸列車隊（国际联运车队）が担当し、隊の下に設けられた各班ごとに毎週2往復乗務している。一方、北朝鮮側は平壌鉄道局が担当しているが、平壌 - 北京直通列車乗務員の競争率は高く、乗務員の任期は2年に制限されている。

### 牽引機

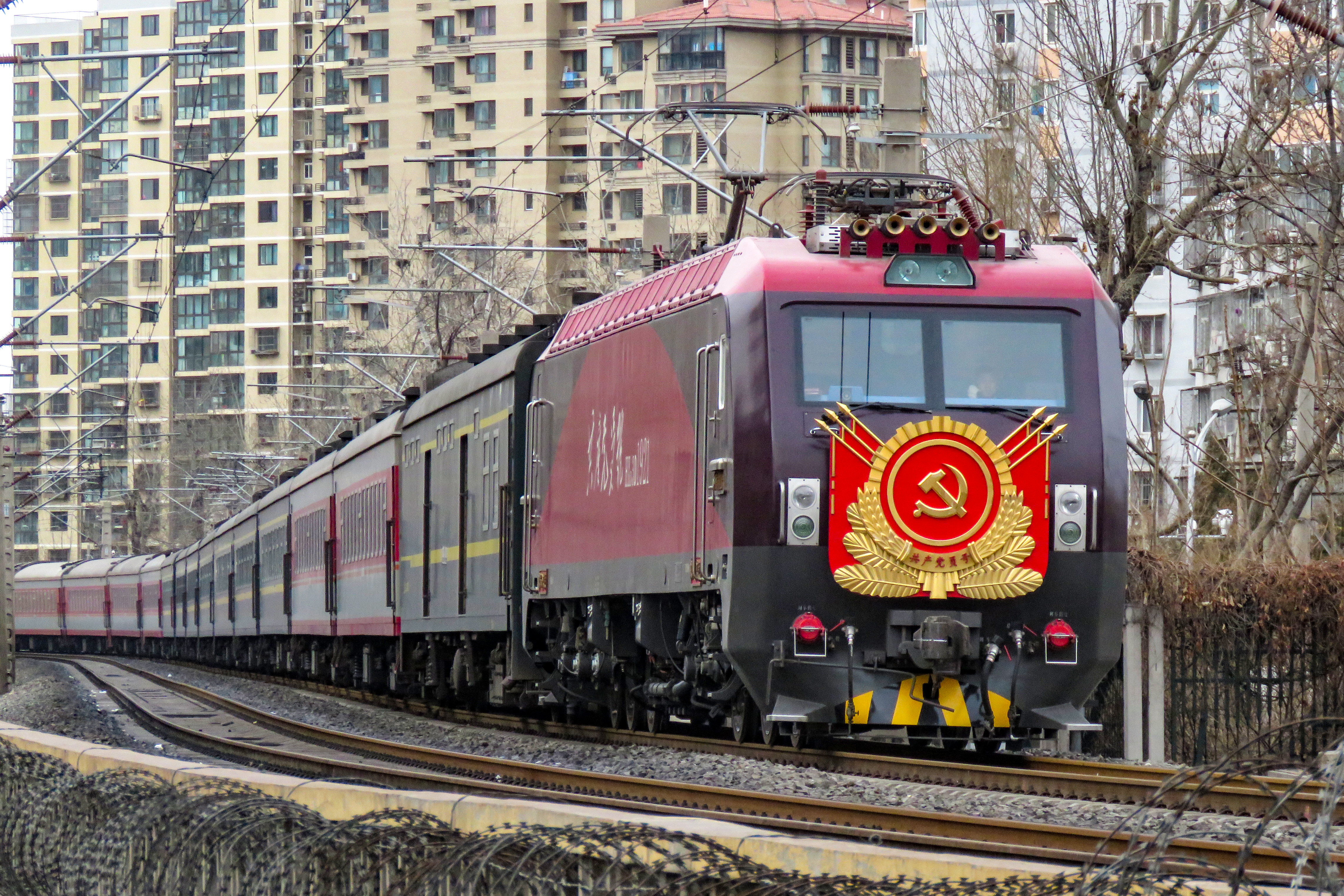
K28次列車を牽引するHX_{D}（和諧）3D型1921号機関車。
HX_{D}（和諧）3D型はSS（韶山）_{9}型を代替した。

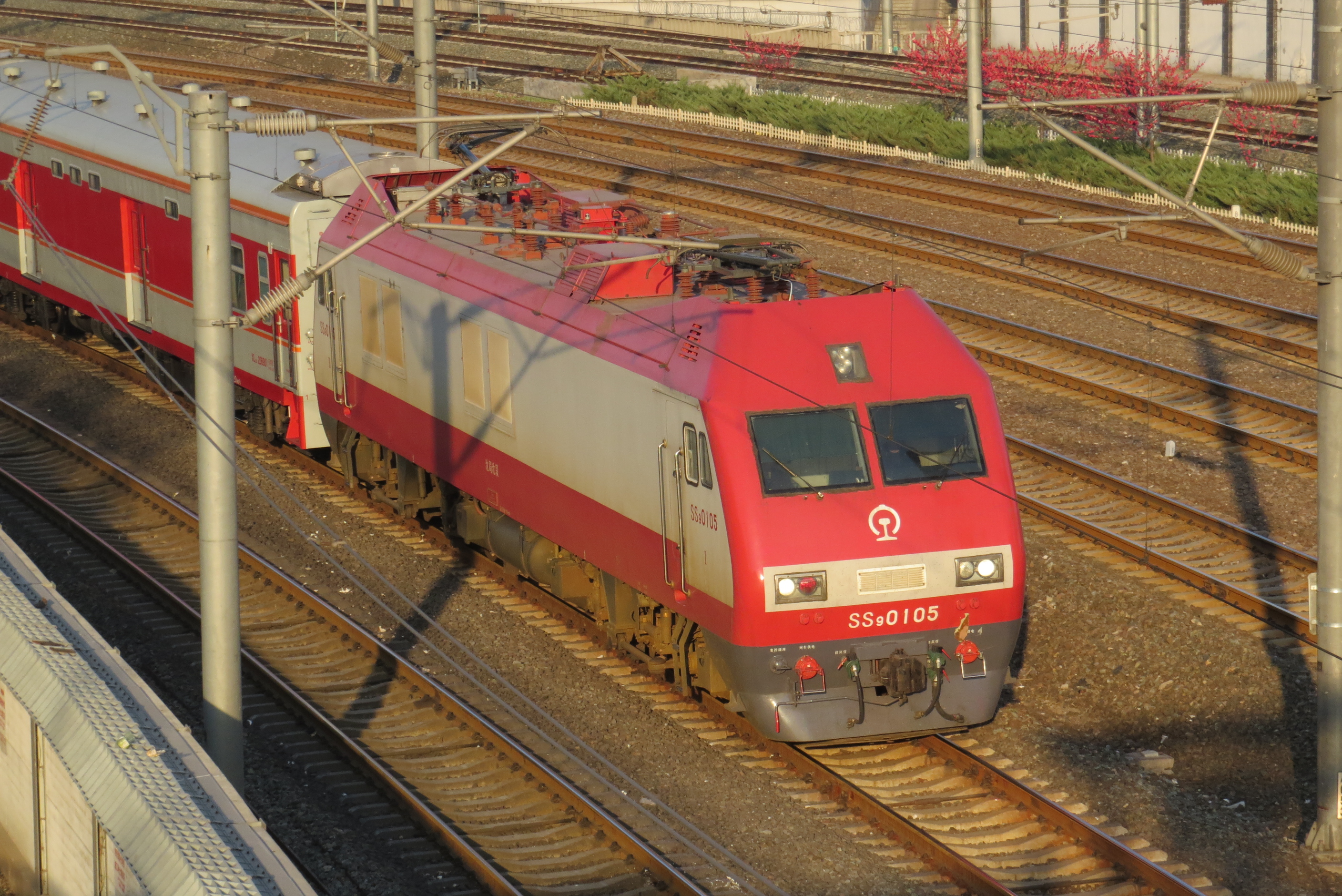
北京南駅付近を走行中のK27次列車。
牽引機はSS（韶山）_{9}型0105号である。

| 運行区間                 | 北京 ↔ 瀋陽                               | 瀋陽 ↔ 丹東                               | 丹東 ↔ 新義州                                             | 新義州 ↔ 平壤                 |
| 機関車 所属 機関士所属駅 | HXD（和諧）3D型 瀋陽鉄路局瀋陽機務段 瀋陽 | DF（東風）11G型 瀋陽鉄路局瀋陽機務段 瀋陽 | DF（東風）5型 瀋陽鉄路局蘇家屯機務段/朝鮮鉄道 丹東/北朝鮮 | DF（東風）4型 朝鮮鉄道 北朝鮮 |

### 客車
| 運行区間   | 北京↔丹東    | 北京↔丹東                  | 北京↔丹東                  | 北京↔丹東    | 北京↔丹東                  | 北京↔平壌                                 | 北京↔平壌                                 |
| 号車番号   | 1            | 2-10                       | 11                         | 12           | 13-16                      | 13                                        | 12                                        |
| 車輛の種類 | XL25G 荷物車 | YW25G 硬臥車 （2等寝台車） | RW25G 軟臥車 （1等寝台車） | CA25G 食堂車 | YZ25G 硬座車 （2等座席車） | YW25T/タチム（다침）30 硬臥車／一般寝台車 | RW25T/タチム（다침）30 軟臥車／一般寝台車 |

## 時刻表
- 2018年5月現在。中国標準時（UTC+8）と平壌時間（UTC+9）の時差は1時間である。

| K27次/95次/52 （平壌行き） | K27次/95次/52 （平壌行き） | K27次/95次/52 （平壌行き） | 停車駅 | K28次/85次/51 （北京行き） | K28次/85次/51 （北京行き） | K28次/85次/51 （北京行き） |
| 日数                       | 到着時間                   | 出発時間                   | 停車駅 | 到着時間                   | 出発時間                   | 日数                       |
| -------------------------- | -------------------------- | -------------------------- | ------ | -------------------------- | -------------------------- | -------------------------- |
| 1                          | —                          | 17:27                      | 北京   | 08:40                      | —                          | 2                          |
| 1                          | ↓                          | ↓                          | 廊坊北 | 07:38                      | 07:41                      | 2                          |
| 1                          | 19:03                      | 19:09                      | 天津   | 06:49                      | 06:55                      | 2                          |
| 1                          | 20:30                      | 20:33                      | 唐山   | 05:20                      | 05:23                      | 2                          |
| 1                          | 22:36                      | 22:42                      | 山海関 | 02:58                      | 03:04                      | 2                          |
| 2                          | ↓                          | ↓                          | 錦州   | 00:56                      | 01:00                      | 2                          |
| 2                          | 03:20                      | 03:40                      | 瀋陽   | 22:07                      | 22:24                      | 1                          |
| 2                          | 04:47                      | 04:53                      | 本渓   | 20:57                      | 21:00                      | 1                          |
| 2                          | 06:38                      | 06:41                      | 鳳凰城 | 19:11                      | 19:13                      | 1                          |
| 2                          | 07:35                      | 10:00                      | 丹東   | 16:23                      | 18:18                      | 1                          |
| 2                          | 11:10                      | 13:09                      | 新義州 | 15:32                      | 17:13                      | 1                          |
| 2                          | 14:12                      | 14:29                      | 東林   | 14:27                      | 14:31                      | 1                          |
| 2                          | 15:43                      | 15:53                      | 定州   | 13:11                      | 13:17                      | 1                          |
| 2                          | 18:45                      | —                          | 平壌   | —                          | 10:25                      | 1                          |

## 事故
2005年11月17日0時50分、北京発丹東行きK27次列車が錦州南駅と盤錦北駅の間を走行中、機関車の後部2輛目の空調発電設備から発火した。乗務員は消火器を使用したものの鎮火できず、乗務長の判断で列車を緊急停車させた。この火災によって、秦瀋旅客専用線下り線759号から761号架線柱が焼き切れ、架線も火災によって損傷を受け、車輛1輛が損傷したが、けが人はなかった。
秦瀋旅客専用線の下り線はその後、4時間20分にわたって運転見合わせとなり、5時10分に運行を再開した。事故原因は、乗務員が発電設備についての規定を知らず、当該車輛の送油管からの石油漏れについて、適切に修理できていなかったためである。

## 脚註
1. ↑  东港市人民政府携手华铁传媒在京启动东港专列.華訊財經（簡体字中国語）2010年12月23日.
2. ↑  『2013.07 全国铁路旅客列车时刻表』 p358
3. ↑  快速列车新旧车次对照表<一>. 搜狐. 2000年11月06日.（簡体字中国語）
4. ↑  “ロシア外交官と家族、手押しトロッコで北朝鮮を出る”.   BBC (2021年2月27日). 2021年2月27日閲覧。
5. ↑  中国鉄道倶楽部 国際列車
6. ↑  北 最高の職業は平壌-北京列車の乗務員. Daily NK. 2007年8月23日.